# Команда Рыцарей
«Команда Рыцарей» (англ. Knight Squad) — американский комедийный телесериал, созданный Шоном Каннингемом и Марком Дворкином. Сериал впервые был показан на Nickelodeon в качестве подглядки 19 февраля 2018 года, до официальной премьеры 24 февраля 2018 года. Звезды сериала Оуэн Джойнер, Даниэлла Перкинс, Лилимар, Амарр М. Вутен, Лекси ДиБенедетто, Саванна Мэй и Келли Перин.

## Сюжет
В «магической школе для рыцарей в процессе обучения» в королевстве Астория два совершенно разных ученика, Арк и Сиара, заключают договор, чтобы хранить секреты друг друга и следовать своей мечте о рыцарстве.

## В главных ролях
- Арк (Оуэн Джойнер) — член рыцарской команды Феникс, который скрывает тот факт, что не состоит из рыцарских драконских кровей, а является бродягой из Сигэйта, на который напал враг по имени Райкер, из-за которого Арку пришлось пойти в школу рыцарей Астории, чтобы освободить свой дом. Об этом секрете знает принцесса Астории (она же Сиара), и она обязалась перед ним сохранить тайну. В начале 2 сезона о его секрете узнают сначала Пруденс, а потом Ворвик. В конце сериала команда Феникс стала победителем турнира между командами, позволяющего членам команды стать рыцарями, тем самым Арк стал рыцарем. После этого вся Астория узнаёт о его секрете.
- Сиара (Даниэлла Перкинс) — член рыцарской команды Феникс, которая скрывает тот факт, что является принцессой Астории, так как её отец король Астории не разрешает ей ходить в школу рыцарей в качестве принцессы Астории. Об этом секрете знает Арк, и он обязался перед ней сохранить тайну. В начале 2 сезона о её секрете узнают сначала Пруденс, а потом Ворвик. В конце сериала команда Феникс стала победителем турнира между командами, позволяющего членам команды стать рыцарями, тем самым Сиара стала рыцарем. После этого вся Астория узнаёт о её секрете.
- Сейдж (Лилимар) — член рыцарской команды Кракен, которая является заклятой соперницей Сиары. Является самой вредной в Астории, так как она не проявляет вежливость ни к команде Феникс, ни к коллегам команды Кракен, и даже к своей единственной и лучшей подруге Лютик. В конце сериала команда Кракен проиграла турнир между командами, позволяющий всем её членам стать рыцарями. Несмотря на это она вместе с Лютиком спасает жизнь короля Астории, за что команда Феникс убедила короля посвятить в рыцари также Сейдж и Лютик.
- Пруденс (Лекси ДиБенедетто) — член рыцарской команды Феникс, которая является «великаншей на треть». Хочет стать первой великаншей, которая станет рыцарем. Во втором сезоне узнаёт секрет Сиары и Арка. В конце сериала команда Феникс стала победителем турнира между командами, позволяющего членам команды стать рыцарями, тем самым Пруденс стала рыцарем.
- Ворвик (Амарр М. Вутен) — член рыцарской команды Феникс, который является «слабым звеном» команды, при этом он является волшебником. Хочет стать первым волшебником, который станет рыцарем. Влюблён в принцессу Астории, хотя он не догадывается, что принцесса Астории и Сиара — один и тот же человек. Во втором сезоне узнаёт секрет Сиары и Арка, что заставило его разлюбить принцессу Астории. В конце сериала команда Феникс стала победителем турнира между командами, позволяющего членам команды стать рыцарями, тем самым Ворвик стал рыцарем.
- Лютик (Саванна Мэй) — член рыцарской команды Кракен, которая является самой милой и весёлой ученицей всей школы рыцарей. Является лучшей подругой Сейдж. Однако, несмотря на красоту, она слегка глуповата. В конце сериала команда Кракен проиграла турнир между командами, позволяющий всем её членам стать рыцарями. Несмотря на это она вместе с Сейдж спасает жизнь короля Астории, за что команда Феникс убедила короля посвятить в рыцари также Сейдж и Лютик.
- Сэр Гарет (Келли Перин) — руководитель школы рыцарей, который в результате своих подвигов лишился левой половины своего тела, поэтому у него левая сторона состоит из металла, а на месте левого глаза носит повязку.

## Второстепенные герои
- Король (Джейсон Сим-Прюит) — повелитель Астории. Отец двух принцесс Астории, одной из которых является Сиара, которую не пускает в школу рыцарей. Любит носить множество различных корон.
- Физвик (Сет Карр) — младший брат Ворвика. В середине первого сезона начинает работать уборщиком в Астории.
- Слюнвик — маленький мохнатый зверь, который является слюнохлопом. Лучший друг Физвика.
- Хоганкросс (Фред Грэнди) — волшебник. Самовлюбленный и эгоистичный. Обладает сильным волшебным посохом.

## Список серий

### Сезон 1
| № серии | № серии в сезоне | Название                                                           | Описание | Дата показа      |
| ------- | ---------------- | ------------------------------------------------------------------ | --- | ---------------- |
| 01      | 01               | Добро пожаловать в школу рыцарей «Opening Knight»                  | Мятежная принцесса и озорной бродяга неожиданно узнают секрет друг друга… Они выдают себя за других людей, чтобы попасть в школу рыцарей, и в итоге становятся соучастниками на пути к заветной мечте — стать легендарными рыцарями.                                    | 19 февраля 2018  |
| 02      | 02               | Турнир сэра Роксбери «A Knight at the Roxbury»                     | Ради победы в престижном школьном турнире Сиара пренебрегает своим новым другом Арком. | 24 февраля 2018  |
| 03      | 03               | День доспехов «Knight in Shining Armor Day»                        | Команду Феникс выбрали вести ежегодный День доспехов. Арку остается рассчитывать на помощь Сиары, чтобы узнать традиции праздника, и сохранить его секрет. | 3 марта 2018     |
| 04      | 04               | Магия рыцарей «One Magical Knight»                                 | Арк узнает, что Уорвик владеет магией, но когда он использует свой талант, у него все валится из рук. | 10 марта 2018    |
| 05      | 05               | Браслеты дружбы «Tonight, Two Knight»                              | Накануне возвращения сестры Сиары с войны, Сэр Гарет связывает Сиару и Арка «Волшебными браслетами дружбы». Теперь, чтобы снять их, им надо быть по-настоящему добрыми друг к другу.                                                                                    | 24 марта 2018    |
| 06      | 06               | Возвращение стрёмного рыцаря «The Dork Knight Returns»             | Предшественник Арка в Команде Феникс возвращается, вытесняя Арка в Команду Кракен. Его друзья втайне пытаются избавиться от своего бывшего партнёра. | 17 марта 2018    |
| 07      | 07               | Рыцарь страха и упрёка «Fright Knight»                             | Принцесса нарушает приказ отца и идёт на Вечеринку Тьмы, но когда появляется Теневой Призрак и угрожает вселиться в неё, Команда Феникс дерётся за спасение своей подруги.                                                                                              | 20 октября 2018  |
| 08      | 08               | Рыцарь с хвостом «A Knight’s Tail»                                 | Сиара доверяет Арку своё Эльфийское Кольцо, которое превращает его в отвратительного зверя, когда он опробует силу кольца на себе. Не в состоянии снять проклятие, Сиара и Арк обращаются за помощью к Эльфийской Королеве, которая, как выясняется, точит зуб на Арка. | 31 марта 2018    |
| 09      | 09               | Маму в школу! «Parent Teacher Knight»                              | Команда Феникс просит Сэра Гарета исключить Сейдж из школы рыцарей. Однако, встретившись с матерью Сейдж, сэр Гарет влюбляется в неё с первого взгляда, и следует её приказу немедленно посвятить Сейдж в рыцари.                                                       | 7 апреля 2018    |
| 10      | 10               | Вор в ночи — часть 1 «A Thief in the Knight: Part 1»               | Арк убеждает Сиару показать ему знаменитые Драконьи Кристаллы, которые защищают королевство. Когда один кристалл пропадает, Арка арестовывают, а его друзья не знают, можно ли ему доверять, пока он пытается разыскать кристалл и очистить своё имя.                   | 16 июня 2018     |
| 11      | 11               | Вор в ночи — часть 2 «A Thief in the Knight: Part 2»               | Арк убеждает Сиару показать ему знаменитые Драконьи Кристаллы, которые защищают королевство. Когда один кристалл пропадает, Арка арестовывают, а его друзья не знают, можно ли ему доверять, пока он пытается разыскать кристалл и очистить своё имя.                   | 16 июня 2018     |
| 12      | 12               | Рыцари, вперед! «Do the Knight Thing»                              | Ученики школы Брызгослюн временно переезжают на территорию Школы рыцарей, и тут же устраивают соревнование за власть в комнате Команды Феникс. Арк и Сиара должны понять, как далеко они могут зайти, чтобы спасти их школу.                                            | 14 апреля 2018   |
| 13      | 13               | Отцы и дети «Take Me Home to Knight»                               | Нечистый на руку отец Арка хочет, чтобы Арк покинул школу рыцарей и помог ему провернуть очередное грязное дельце. Но Арк пытается доказать отцу, что его предназначение — стать рыцарем.                                                                               | 22 сентября 2018 |
| 14      | 14               | Кошмар любого рыцаря «A Total Knightmare»                          | В школе рыцарей начинаются квесты, и Уорвик переживает, что его страхи ослабят команду. Чтобы помочь друзьям, он принимает Фей Бесстрашия, становясь смелым, но также и безрассудным, подвергая команду опасности.                                                      | 29 сентября 2018 |
| 15      | 15               | Если б я мог стать бесстрашным рыцарем «Wish I May, Wish I Knight» | Сиара и Арк находят волшебную лампу, и Сиара просит Джинна, чтобы её отец разрешал ей ходить в Школу рыцарей. Желание исполняется не так, как ожидалось. | 25 мая 2018      |
| 16      | 16               | Работа над рыцарскими приёмами «Working on the Knight Moves»       | Арк и Сиара тайно начинают посещать академию под руководством сэра Суэйзи, крутого рыцаря и бывшего ученика Рыцарской школы, который обучает тактике, противоречащей методам сэра Гарета.                                                                               | 9 июня 2018      |
| 17      | 17               | Борьба за подругу «Fight for Your Knight to Party»                 | Сиара хочет испечь Королю традиционный торт в его День рожденья, но ей и Команде Феникс нужна помощь старого врага, который стряпает собственный план мести. | 6 октября 2018   |
| 18      | 18               | Большая маленькая ложь «Little Knight Lies»                        | Обеспокоенная тем, что обязанности принцессы отдаляют её от Пруди, Сиара делает так, чтобы Пруди подружилась с принцессой. Но когда Пруди начинает проводить с принцессой слишком много времени, Сиара начинает ревновать её к своему второму я.                        | 12 января 2019   |
| 19      | 19               | Закат рыцарей — часть 1 «End of the Knight: Part 1»                | Раненая принцесса Элайза сообщает, что злодей Райкер подбирается к доспехам Астории. Арк и Сиара устремляются на их поиски, но в результате предательства Райкер захватывает не только доспехи, но и трон Астории.                                                      | 19 января 2019   |
| 20      | 20               | Закат рыцарей — часть 2 «End of the Knight: Part 2»                | Раненая принцесса Элайза сообщает, что злодей Райкер подбирается к доспехам Астории. Арк и Сиара устремляются на их поиски, но в результате предательства Райкер захватывает не только доспехи, но и трон Астории.                                                      | 26 января 2019   |

### Сезон 2
| № серии | № серии в сезоне | Название                                                           | Описание | Дата показа     |
| ------- | ---------------- | ------------------------------------------------------------------ | --- | --------------- |
| 21      | 01               | Незабываемый рыцарь «A Knight to Remember»                         | Болтливая Пруденс, узнав о секретах Арка и Сиары, готова стереть свою память, чтобы случайно не выдать друзей. Но в результате она забывает даже то, что они её друзья.                                                                    | 2 февраля 2019  |
| 22      | 02               | Любовь рыцаря «Love at First Knight»                               | Увлечение Уорвика принцессой мешает учёбе. Арк с Сиарой помогают ему переключиться, познакомив с другой прекрасной принцессой. Но так ли она мила, как кажется?                                                                            | 16 февраля 2019 |
| 23      | 03               | Нечудесное превращение «Mid-Knight in the Garden of Good and Evil» | Сейдж и Лютика временно добавили в команду Феникс, которая с помощью магии пытается изменить плохой характер Сейдж, но по ошибке они делают плохой Лютика.                                                                                 | 23 февраля 2019 |
| 24      | 04               | В жабрах рыцаря «In the Gill of the Knight»                        | Тайна Арка оказывается под угрозой, когда Сэр Гарет конфискует волшебное зеркальце Пруди, где есть фотография, доказывающая, что он не Драконьей крови                                                                                     | 2 марта 2019    |
| 25      | 05               | Не рыцарское дело «The Knight Stuff»                               | Уорвику не терпится показать папе свои магические способности, когда тот приходит преподавать в Школу Рыцарей, но вскоре он узнаёт, что отец не одобряет использование магии рыцарями, что побуждает Уорвика избавиться от своего таланта. | 9 марта 2019    |
| 26      | 06               | Рыцарь-летун «Knight Glider»                                       | Когда знаменитый Супер Летун терпит аварию в Астории, команды пытаются заправить его реактивный ранец. Но Арк бросает свою команду, чтобы стать помощником легендарного супергероя.                                                        | 30 марта 2019   |
| 27      | 07               | Бессмертный рыцарь «Knight of the Living Dead»                     | Команда Феникс должна защитить сэра Гарета после того, как Арк оживил древнего зомби, поклявшегося отомстить их учителю. | 16 марта 2019   |
| 28      | 08               | Рыцарь без страха и кнута «Two Wrongs Don’t Make a Knight»         | Команда Феникс подозревает Сейдж в обмане, и Сиара, используя власть принцессы, делает её стражницей, чтобы не дать ей возможности готовиться к предстоящему поединку на кнутах.                                                           | 6 апреля 2019   |
| 29      | 09               | Ночь выборов «Election Knight»                                     | Баллотируясь на пост Лидера класса, Пруденс фонтанирует эксцентричными идеями. Её друзья боятся, что она опозорится, и тайно начинают заниматься её предвыборной кампанией.                                                                | 13 апреля 2019  |
| 30      | 10               | ' «Closing Knight»                                                 | | 20 апреля 2019  |